# Hultängen-Glosås
Hultängen-Glosås är sedan 2005 en småort i Bollebygds kommun i Västra Götalands län som består av två mindre orter i Bollebygds socken söder om Bollebygd och Sörån. SCB har för dessa två orter avgränsat, definierat och namnsatt denna småort. År 2010 hade Hultängen-Glosås 52 invånare. 2015 hade folkmängden minskat och småorten upplöstes.